# 丹尼·曼宁

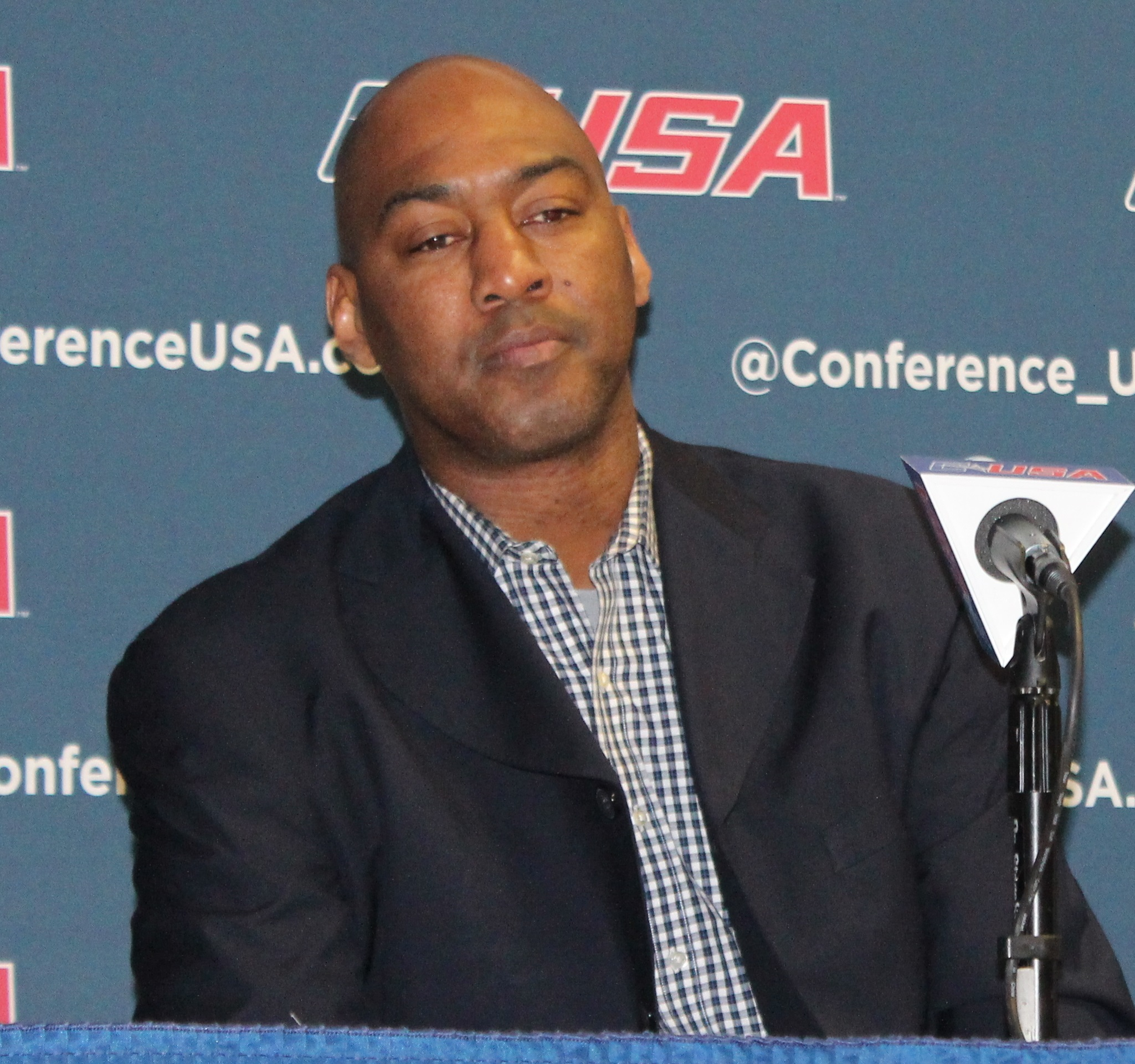
Danny Manning (2014)

丹尼尔·里卡多·曼宁（英語：Daniel Ricardo Manning，1966年5月17日—），美国前NBA篮球运动员，场上位置為小前锋，其父埃德·曼宁也曾是NBA球员。
曼宁是堪萨斯大学篮球史上的巨星之一，他于1988年率队夺得了NCAA总冠军，当年的堪萨斯大学被称为“丹尼和他的奇迹”。同年，在1988年NBA选秀中，曼宁以第一轮第一顺位身份被洛杉矶快船队摘得。在15年的NBA生涯中，曼宁两次入选NBA全明星赛，一次当选NBA最佳第六人。2003年，曼宁宣布退役，此后重返母校担任篮球助理教练。